# Aerangis articulata
Espèce
Aerangis articulata est une espèce de plantes à fleurs de la famille des orchidées. C'est une épiphyte originaire de Madagascar et des Comores.

## Synonymes
- Angraecum articulatum Rchb.f. (1872) (Basionyme)
- Angraecum descendens Rchb.f. (1882)
- Angraecum calligerum Rchb.f. (1887)
- Angorchis articulata (Rchb.f.) Kuntze (1891)
- Rhaphidorhynchus articulatus (Rchb.f.) Poiss. (1912)
- Aerangis venusta Schltr. (1918)
- Aerangis calligera (Rchb.f.) Garay (1974)

## Illustrations

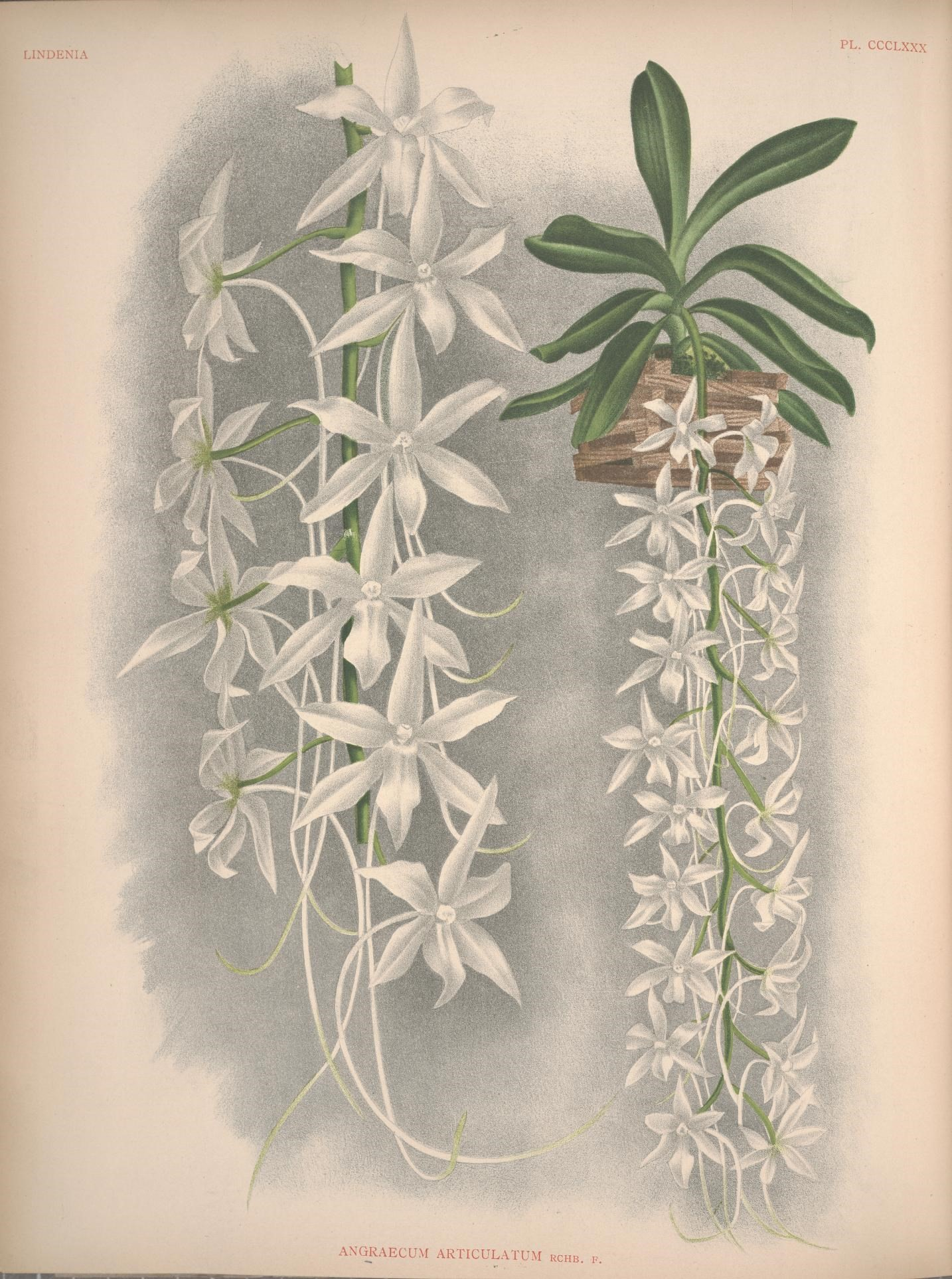
Angraecum articulatum Jean Linden Iconographie des Orchidées 1893
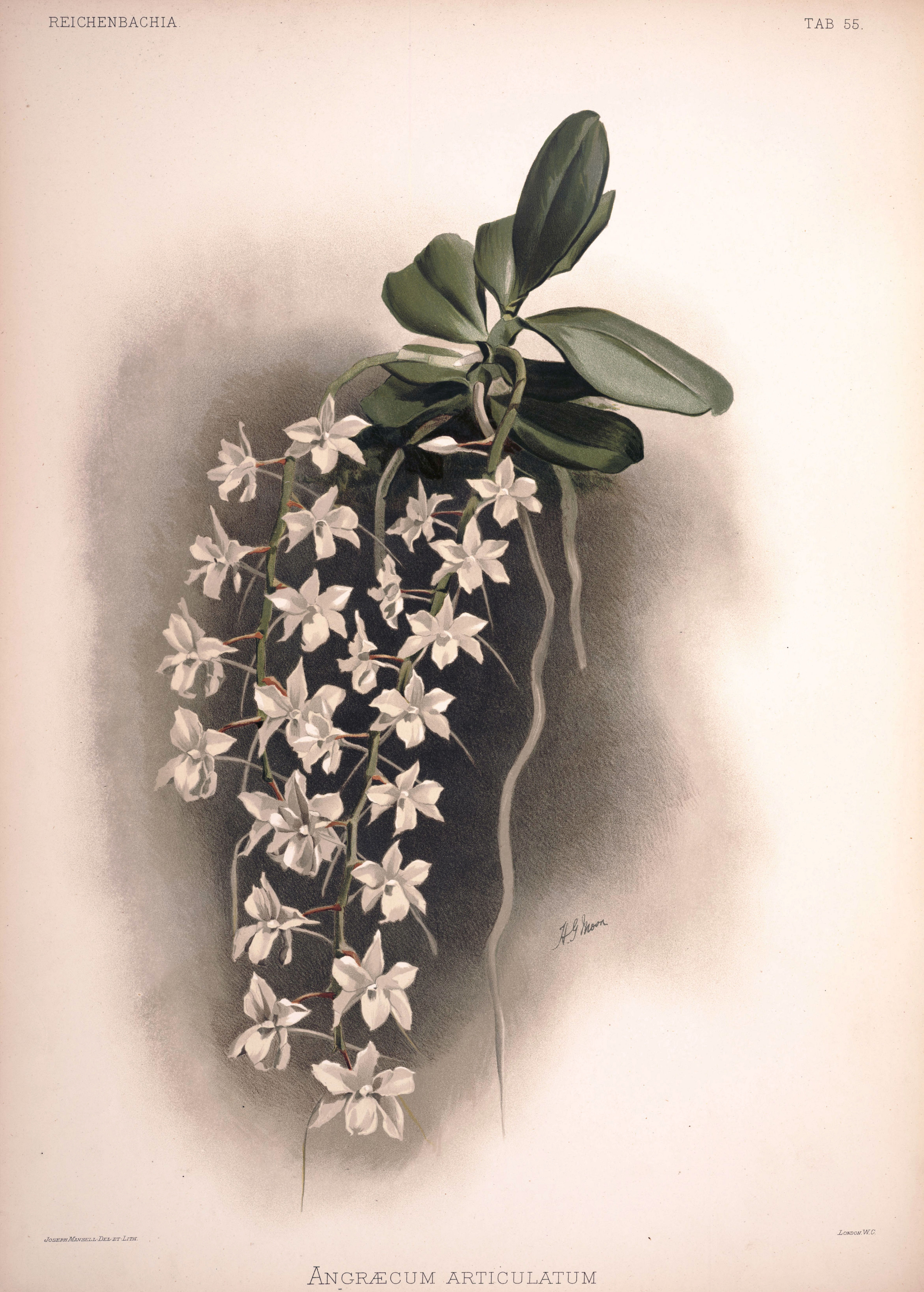
Angraecum articulatum Frederick Sander Reichenbachia 1894